# SC Riessersee/Kaderhistorie
Dieser Artikel dient der Darstellung der Kaderhistorie des SC Riessersee.

## Kader und Statistik des SC Riessersee
| Liga     | Saison         |
| -------- | -------------- |
| Oberliga | Saison 2025/26 |

| Tor:          | Andreas Mechel, Patrik Mühlberger |
| Verteidigung: | Luca Allavena, Tobias Echtler, Lenny Elwing, Luis Jäckle, Kilian Raubal, Jesse Roach, Thomas Schmid                                                                                              |
| Sturm:        | Quirin Bader, Alex Benkert, Christopher Chyzowski, Parker Colley, Lubor Dibelka, Tim Hettich, Alexander Höller, Tobias Kircher, Leon Neiger, Andreas Schneider, Robin Soudek, Johannes Steinhübl |
| Trainer:      | Hunor Marton |
| Co-Trainer:   | |

Legende: FL = Förderlizenz; C = Captain; A = Alternate Captain; * = Spieler ist während der Saison ausgeschieden
| Liga     | Saison         |
| -------- | -------------- |
| Oberliga | Saison 2024/25 |

| Tor:          | Michael Boehm, Andreas Mechel, Louis Waaßmann |
| Verteidigung: | Luca Allavena, T. J. Fergus, Christoph Frankenberg, Moritz GeierFL (ab Dezember 2024), Michael Gottwald, Luis Jäckle, Maximilian MerklFL, Johannes Mittermeier, Jan-Niklas Pietsch, Kilian Raubal, Thomas Schmid (C), Leon Seelmann |
| Sturm:        | Marino Brlic, Lubor Dibelka, Bair Gendunov, Anselm Gerg, Tim Hettich, Marc Hofmann, Alexander Höller (A), Tobias Kircher, Christoph Körner, Michael MusinFL (ab Dezember 2024), Alois Schickl, Andreas SchneiderFL (ab Dezember 2024), Tom SchwarzFL (ab November 2024), Jannick SteinFL (ab Dezember 2024), Johannes Steinhübel, Robin Soudek (A), Marc Zajic |
| Trainer:      | Hunor Marton |
| Co-Trainer:   | Markus Jocher |

Legende: FL = Förderlizenz; C = Captain; A = Alternate Captain; * = Spieler ist während der Saison ausgeschieden
| Liga     | Saison         |
| -------- | -------------- |
| Oberliga | Saison 2023/24 |

| Tor:          | Michael Boehm, Moritz BorstFL, Andreas Mechel, Xaver Nagel |
| Verteidigung: | Luca Allavena, Luis Jäckle, Moritz Köttstorfer, Felix Linden, Simon Mayr [C], Jan-Niklas Pietsch, Curtis Roach, Thomas Schmid, Leon Seelmann |
| Sturm:        | Quirin BaderFL, Christopher Chyzowski*, Lubor Dibelka, Anselm Gerg, Connor Graham, Tim Hettich, Alexander Höller, Tobias Kircher, Uli Maurer (ab Januar 2024), Manuel MüllerFL, Daniel Pronin, Daniel Schröpfer, Robin Soudek, Robin Veber, Marlon Wolf, Alec Zawatsky, Marc Zajic (ab Februar 2024), Phillip ZiescheFL |
| Trainer:      | Pat Cortina |
| Co-Trainer:   | Anton Raubal |

Legende: FL = Förderlizenz; C = Captain; A = Alternate Captain; * = Spieler ist während der Saison ausgeschieden
| Liga     | Saison         |
| -------- | -------------- |
| Oberliga | Saison 2022/23 |

| Tor:          | Daniel AllavenaFL, Michael Böhm, Xaver Nagel, Louis Waaßmann |
| Verteidigung: | Christoph Eckl, Aziz Ehliz, Ville Hyvärinen, Ryker Killins, Felix Linden, Simon Mayr [C], Jan-Niklas Pietsch, Thomas Schmid |
| Sturm:        | Luca Allavena, Christopher Chyzowski, Sebastian CimmermannFL, Lubor Dibelka, Anselm Gerg, Alexander Höller, Moritz Israel, Tobias Kircher, Uli Maurer, Veit Oswald, Kevin Slezak, Robin Soudek, Filip Varejcka, Sam Verelst, Marlon Wolf |
| Trainer:      | Pat Cortina |
| Co-Trainer:   | Anton Raubal |

Legende: FL = Förderlizenz; C = Captain; A = Alternate Captain; * = Spieler ist während der Saison ausgeschieden
| Liga | Saison         |
| ---- | -------------- |
| DEL2 | Saison 2014/15 |

| Tor:          | Andreas Hellweger, Niklas TreutleFL, Korbinian Sertl, Daniel Schmidt, Jochen Vollmer, Tomáš Tomek |
| Verteidigung: | Michael Kolarz, Felix Thomas, Josef Staltmayr [A], Tim BenderFL, Benedikt Kastner, Sebastian Eickmann, Julian Eichinger, Simon Mayr |
| Sturm:        | Mark Kosick, Tim Regan [C], Florian Vollmer [A], Andreas Pauli, David Brine*, Florian Imminger, Markus Eberhardt, Jaroslav Kracík, Morten Lie*, Lubor Dibelka, Thomas MerlFL, Dominik Kahun>FL, Valentin Gschmeißner, Michael Rimbeck, Maximilian Kastner, Kai HerpichFL |
| Trainer:      | Toni Krinner (bis 14. Jan. 2015), Tim Regan / Mark Kosick (Training und Coaching vom 15.–19. Jan. 2015), Maurizio Mansi (ab 20. Jan. 2015) |
| Co-Trainer:   | vakant |

Legende: FL = Förderlizenz; C = Captain; A = Alternate Captain; * = Spieler ist während der Saison ausgeschieden
| Liga | Saison         |
| ---- | -------------- |
| DEL2 | Saison 2013/14 |

| Tor:          | Niklas TreutleFL, Korbinian Sertl, Daniel Schmidt, Bryan Hogan |
| Verteidigung: | Daniel Hilpert, Josef Staltmayr [A], Marcus WeberFL, Benedikt Kastner, Sebastian Eickmann, Peter Kathan, Julian Eichinger, Peter Baumgartner |
| Sturm:        | Tim Regan [C], Markus Eberhardt, Andreas Pauli, Florian Imminger, George Kink, Jaroslav Kracík, Robby Dee*, Florian Thomas, Morten Lie, Lubor Dibelka, Florian Vollmer [A], Valentin Gschmeißner, Andy Bohmbach, Michael Rimbeck, Maximilian Kastner |
| Trainer:      | Toni Krinner |
| Co-Trainer:   | vakant |

Legende: FL = Förderlizenz; C = Captain; A = Alternate Captain; * = Spieler ist während der Saison ausgeschieden
| Liga          | Saison         |
| ------------- | -------------- |
| 2. Bundesliga | Saison 2012/13 |

| Tor:          | Markus Keller, Korbinian Sertl, Rick DiPietroLO |
| Verteidigung: | Jared Ross, Josef Staltmayr [A], Michael Devin, Benedikt Kastner, Sebastian Eickmann, Matthias Mayr, Peter Kathan, Christian HummerFL, Pascal Zerressen |
| Sturm:        | Tim Regan [C], Andrew Lord, Michael Kreitl, Florian Thomas, Joe Devin*, Benjamin Barz, Florian Vollmer [A], Martin Pfohmann, David Appel*, Michael Rimbeck, Justin Zilla, Maximilian Kastner, Raphael KaeferGL, Markus EberhardtFL, Matt D’AgostiniLO, Adam Henrich*, Erik CondraLO, Jake Morissette |
| Trainer:      | Axel Kammerer (bis 7. Jan. 2013), Marcus Bleicher (Interimscoach vom 8.–13. Jan. 2013), Toni Krinner (ab 14. Jan. 2013) |
| Co-Trainer:   | Andreas Raubal, Leonhard Wild |

Legende: FL = Förderlizenz; C = Captain; A = Alternate Captain; * = Spieler ist während der Saison ausgeschieden; LO = NHL-Spieler der während des Lockouts beim SC Riessersee gespielt hat
| Liga          | Saison         |
| ------------- | -------------- |
| 2. Bundesliga | Saison 2011/12 |

| Tor:          | Daniel Huber, Leonhard Wild |
| Verteidigung: | Alexander Deilert, Andreas Feuerecker, Tim-Philip Katzer, Tyson Marsh*, Matthias Mayr, Brock Sheahan, Josef Staltmayr [A], Christian Völk, Marcus Weber                                       |
| Sturm:        | David Appel, Benjamin Barz, Tobias Biersack, Greg Collins, Lubor Dibelka, Maximilian Kastner, Martin Pfohmann, Tim Regan [C], Tim Richter, Michael Rimbeck, Florian Vollmer [A], Justin Zilla |
| Trainer:      | Zdeněk Trávníček, Andreas Raubal |

Legende: FL = Förderlizenz; C = Captain; A = Alternate Captain; * = Spieler ist während der Saison ausgeschieden
| Liga     | Saison         |
| -------- | -------------- |
| Oberliga | Saison 2010/11 |

| Tor:          | Leonhard Wild, Sebastian Weiß |
| Verteidigung: | Christian Völk, Josef Staltmayr, Josef Lehner [C], Andreas Feuerecker, Andreas Raubal [A], Matthias Mayr, Marcus Weber                                                     |
| Sturm:        | Tim Regan, George Kink, Kyle Doyle, Tobias Biersack, Scott Bartlett, Florian Vollmer, Justin Zilla, Maximilian Reindl, Christian Mayr, Patrick Zimmermann, Michael Rimbeck |
| Trainer:      | Marcus Bleicher, Berthold Hartelt |

Legende: FL = Förderlizenz; C = Captain; A = Alternate Captain
| Liga          | Saison         |
| ------------- | -------------- |
| 2. Bundesliga | Saison 2009/10 |

| Tor:          | Mark McArthur, Sebastian Weiß |
| Verteidigung: | Josef Lehner, Josef Frank, Markus Gleich, Bernhard Ebner, Kevin Kapstad, Nicolas Dumoulin, Sebastian EickmannFL (EV Füssen), Florian Müller, Marcus Weber |
| Sturm:        | Tim Regan, George Kink, Brad Self, Tobias Biersack, Troy Bigam, Florian Vollmer, Andrew McPherson, Justin Zilla, Maximilian Reindl, Rainer Suchan, Garett Bembridge, Patrick Zimmermann, Marcus Sommerfeld, Michael BaindlFL Straubing Tigers, Michael Rimbeck |
| Trainer:      | Maurizio Mansi, Berthold Hartelt, Ron Chyzowski |

Legende: FL = Förderlizenz; C = Captain; A = Alternate Captain
| Liga          | Saison         |
| ------------- | -------------- |
| 2. Bundesliga | Saison 2008/09 |

| Tor:          | Mark McArthur, Florian Hechenrieder, Sebastian Weiß |
| Verteidigung: | Christian Völk, Rob Brown [A], Michael Höck, Sebastian Eickmann, Josef Frank, Mats Lindmark [A], Andreas Paderhuber [C], Bernhard Ebner |
| Sturm:        | T. J. Guidarelli, Simon Maier, George Kink, Brad Self, Fredrik Davidsson, Tobias Biersack, Alan Reader, Benedikt Kastner, Mats Schöbel (FL), Troy Bigam, Mattias Wikström, Andrew McPherson, Carsten Gosdeck, Chris Stanley, Mike Ouellet, Florian Vollmer, Maximilian Reindl |
| Trainer:      | Gerhard Brunner (bis 20. Oktober 2008 Kim Collins), Berthold Hartelt |

Legende: FL = Förderlizenz; C = Captain; A = Alternate Captain
| Liga          | Saison         |
| ------------- | -------------- |
| 2. Bundesliga | Saison 2007/08 |

| Tor:          | Mark McArthur, Florian Hechenrieder (FL), Nils Isselhorst, Sebastian Weiß |
| Verteidigung: | Christian Völk, Rob Brown, Michael Höck (FL), Sebastian Eickmann (FL), Josef Frank (FL), Mats Lindmark [A], Andreas Paderhuber [C], Stefan Wilhelm (FL), Bernhard Ebner |
| Sturm:        | Joe Cullen, Martin Pfohmann, Benedikt Schennach, Simon Maier (FL), Martin Buchwieser (FL), George Kink, Brad Self, Ken Magowan, Michael Rimbeck (FL), Danny Beauregard, Troy Bigam, Tobias Biersack, Thomas Oppenheimer (FL), Uli Maurer [A] (FL), Christian Mayr, Mattias Wikström (16.10.07) |
| Trainer:      | Marcus Bleicher, Berthold Hartelt |

Legende: FL = Förderlizenz; C = Captain; A = Alternate Captain
| Liga     | Saison         |
| -------- | -------------- |
| Oberliga | Saison 2006/07 |

| Tor:          | Mark McArthur, Andrea Demont, Andreas Tanzer, Sven Rampf |
| Verteidigung: | Florian Storf (A), Michael Höck, Sebastian Eickmann, Josef Frank, Benedikt Kastner, Hubert Schöpf, Mats Lindmark, Andreas Paderhuber (C), David Cespiva (FL) |
| Sturm:        | Daniel Oppolzer, Martin Pfohmann, Benedikt Schennach, Martin Buchwieser, George Kink, Brad Self, Michael Rimbeck, Marco Ludwig, Petr Sikora (A), Marcus Bleicher, Jade Galbraith, Christian Mayr, Benjamin Hecker, Uli Maurer (FL), Gert Acker (FL), Thomas Pielmeier (FL) |
| Trainer:      | Andreas Brockmann, Berthold Hartelt |

Legende: FL = Förderlizenz; C = Captain; A = Alternate Captain
| Liga     | Saison         |
| -------- | -------------- |
| Oberliga | Saison 2005/06 |

| Tor:          | Mark McArthur, Damjan Herdzik, Andreas Tanzer |
| Verteidigung: | Derek Mayer (C), Florian Storf (A), Michael Höck, Josef Frank, Benedikt Kastner, Florian Leitner, Maximilian Mayer, Christoph Altstetter, Fabian Weyrich, Jan Göbel, Sebastian Eickmann |
| Sturm:        | Troy Stephens, Blaine Bablitz, Benedikt Schennach, Simon Maier, Anton Saal, Tyson Mulock (A), John Spoltore, Dave Noell-Bernier (A), Florian Simon, Sebastian Kottmair, Andreas Klundt, Florian Vollmer, Marco Ludwig, Manfred Eichberger, Daniel Oppolzer, Martin Buchwieser, Martin Pfohmann, Benjamin Arnold |
| Trainer:      | Andreas Brockmann (bis 10/05 Georg Holzmann), Berthold Hartelt (bis 10/05 Michael Schmidt) |

Legende: FL = Förderlizenz; C = Captain; A = Alternate Captain
| Liga     | Saison         |
| -------- | -------------- |
| Oberliga | Saison 2004/05 |

| Tor:          | Damjan Herdzik, Chris King, Christian Baader |
| Verteidigung: | Neil McCann, Florian Storf (A), Pete Runkel, Christoph Decker, Benedikt Kastner, Hubert Schöpf, Thomas Fischer, Sebastian Kastner, Maximilian Mayer |
| Sturm:        | Harry Waibel, Christian Mayr, Benedikt Schennach, Simon Maier, Hubert Buchwieser (C), Michael Raubal (A), Ludwig Grünauer, Anton Saal, Martin Holzer, Stefan Marschall, T.J.Guidarelli (C), Dave Noell-Bernier, Marco Ludwig, Alexander Rusch, Maximilian Fink |
| Trainer:      | Georg Holzmann, Michael Schmidt |

Legende: FL = Förderlizenz; C = Captain; A = Alternate Captain
| Liga          | Saison         |
| ------------- | -------------- |
| 2. Bundesliga | Saison 2003/04 |

| Tor:          | Martin Cinibulk, Thorsten Schmitt, Christoph Lohr, Benjamin Henn |
| Verteidigung: | Jayson Meyer (C), Christoph Klotz, Stefan Wilhelm, Josef Lehner (C), Dan Bjornlie, Rob Cowie, Florian Storf |
| Sturm:        | Tim Regan, Stefan Mann (A), Marcus Thuresson, Hubert Buchwieser (A), Sebastian Kastner, Ludwig Grünauer, Michael Kreitl, Henrik Hölscher, T.J. Guidarelli, Martin Wild, Florian Vollmer, Christoph Sandner, Maximilian Fink, Aaron Fox, Uli Maurer |
| Trainer:      | Peter Gailer, Doug Bradley |

Legende: FL = Förderlizenz; C = Captain; A = Alternate Captain
| Liga          | Saison         |
| ------------- | -------------- |
| 2. Bundesliga | Saison 2002/03 |

| Tor:          | Martin Cinibulk, Martin Niemz, Christoph Lohr |
| Verteidigung: | Jayson Meyer (A), Thomas Gödtel, Stephan Wilhelm, Josef Lehner (C), Adam Smith, Christoph Klotz, Tomasz Mieszkowski, Florian Storf |
| Sturm:        | Uli Maurer, Florian Schnitzer, Hubert Buchwieser (A), Florian Brandl, Martin Hinterstocker, Jonni Vauhkonen, T.J. Guidarelli, Dan Bjornlie, Georg Gailer, Benjamin Hinterstocker, Sebastian Kastner, Florian Vollmer, Aaron Fox, Matt Murray, Roger Trudeau, Konstantin Firsanov |
| Trainer:      | Peter Gailer |

Legende: FL = Förderlizenz; C = Captain; A = Alternate Captain
| Liga          | Saison         |
| ------------- | -------------- |
| 2. Bundesliga | Saison 2001/02 |

| Tor:          | Sami Peltosara, Christian Winkler, Florian Lachauer, Leonhard Wild, Marco Saller, Benjamin Henn |
| Verteidigung: | Dory Tisdale, Christoph Klotz, Stefan Wilhelm, Josef Lehner (C), Frank Hohenadl, Hubert Schöpf, Stephan Schauer, Florian Storf, Hakan Falkenhäll |
| Sturm:        | Florian Schnitzer, Tim Regan, Florian Vollmer, Andy Pritchard, Marcus Kink, Jarno Peltonen, George Kink, Michael Raubal (A), Christoph Melischko, Martin Hinterstocker, Markus Draxler, Jouni Lahtinen, Manuel Kofler, Andrej Strakhov, Duane Dennis (A), Norm Batherson |
| Trainer:      | Peter Kathan, Peter Gailer |

Legende: FL = Förderlizenz; C = Captain; A = Alternate Captain
| Liga          | Saison         |
| ------------- | -------------- |
| 2. Bundesliga | Saison 2000/01 |

| Tor:          | Sami Peltosara, Christian Winkler, Florian Lachauer, Alexander Jung, Martin Niemz |
| Verteidigung: | Josef Lehner (C), Florian Storf, Frank Hohenadl, Andreas Raubal, Georg Güttler, Christoph Klotz, Michael Pump, Stephan Schauer |
| Sturm:        | Tim Regan, Norm Batherson, Duane Dennis (A), Mika Puhakka, Michael Raubal (A), Hubert Buchwieser, Jarno Peltonen, Andreas Brockmann, Christian Mayr, Martin Hinterstocker, Florian Schnitzer, Florian Buchwieser, Sami Wahlsten, Rod Hinks, Stefan Müller, Alexander Müller, Stefan Endraß, George Kink |
| Trainer:      | Peter Kathan |

Legende: FL = Förderlizenz; C = Captain; A = Alternate Captain
| Liga          | Saison           |
| ------------- | ---------------- |
| 2. Bundesliga | Saison 1999/2000 |

| Tor:          | Sami Peltosara, Leonhard Wild, Florian Lachauer |
| Verteidigung: | Josef Lehner (C), Florian Storf, Andreas Raubal, Georg Güttler, Alexander Wedl, Michael Pump, Christoph Klotz, Michael Pump, Stephan Schauer, Andrej Teljukin                                                                                       |
| Sturm:        | Tim Regan, Norm Batherson, Duane Dennis (A), Mika Puhakka, Michael Raubal (A), Tom O’Grady, Florian Brandl, Hubert Buchwieser, Tobias Netter, Mark Zdan, Christian Mayr, Martin Hinterstocker, Martin Holzer, Florian Schnitzer, Florian Buchwieser |
| Trainer:      | Ron Chyzowski, Doug B. McKay, Jozef Golonka |

Legende: FL = Förderlizenz; C = Captain; A = Alternate Captain
| Liga       | Saison         |
| ---------- | -------------- |
| Bundesliga | Saison 1998/99 |

| Tor:          | Sami Peltosara, Leonhard Wild |
| Verteidigung: | Josef Lehner (C), Florian Storf, Andreas Raubal, Patrick Thompson, Christoph Klotz, Michael Pump, Thomas Storf |
| Sturm:        | Christoph Sandner, Ferdinand Pfanzelter, Michael Raubal (A), Tobias Netter, Sebastian Buchwieser, Martin Holzer, Christian Mayr, Florian Schnitzer, Chris Tucker, Brett Stewart, Benjamin Hinterstocker, Mark Zdan, Hubert Buchwieser, Duane Dennis (A), Mika Puhakka, Florian Brandl |
| Trainer:      | Ron Chyzowski |

Legende: FL = Förderlizenz; C = Captain; A = Alternate Captain
| Liga    | Saison         |
| ------- | -------------- |
| 1. Liga | Saison 1997/98 |

| Tor:          | Timo Kauhanen, Christian Winkler, Leonhard Wild, Paul Cohen |
| Verteidigung: | Josef Lehner (C), Florian Storf, Markus Jocher, Tom Göbel, Thomas Storf, Andreas Raubal, Thomas Schmidhuber, Christoph Klotz |
| Sturm:        | Christoph Sandner, Dale Derkatch (A), Hubert Buchwieser, Miikka Kemppi, Kurt Wickenheiser (A), Tim Regan, Ferdinand Pfanzelter, Karl Ostler, Martin Holzer, Christian Mayr, Tobias Netter, Sebastian Buchwieser, Tom O’Grady, Joakim Lindgren, Thomas Vuopio, Martin Williams, Maurizio Mansi, Jürgen Reindl |
| Trainer:      | Ernst Höfner |

Legende: FL = Förderlizenz; C = Captain; A = Alternate Captain
| Liga    | Saison         |
| ------- | -------------- |
| 1. Liga | Saison 1996/97 |

| Tor:          | Sami Peltosara, Gerhard Stranka, Christian Winkler, Leonhard Wild |
| Verteidigung: | Rainer Lutz (A), Dmitrij Trifonitschev, Thomas Storf, Tom Göbel (C), Andreas Raubal, Thomas Schmidhuber, Christian Schönmoser, Markus Kössig, Teemu Vuorinen                                                                         |
| Sturm:        | Christoph Sandner, Dale Derkatch (A), Hubert Buchwieser, Mark Scollan, Grant Sanders, Ferdinand Pfanzelter, Patrick Vozar, Eric Dylla, Karl Ostler, Martin Holzer, Peter Fischer, Christian Mayr, Franz Fritzmeier, Sami Karjalainen |
| Trainer:      | Berthold Hartelt, Ernst Höfner |

Legende: FL = Förderlizenz; C = Captain; A = Alternate Captain
| Liga | Saison         |
| ---- | -------------- |
| DEL  | Saison 1995/96 |

| Tor:          | Vincent Riendeau, Gerhard Stranka, Matthias Seidl |
| Verteidigung: | Vladimir Fedossov, Tom Göbel, Andreas Raubal, Frank Hohenadl, Mike Schmidt, Rainer Lutz, Rafael Jedamzik, Christian Schönmoser |
| Sturm:        | Martin Holzer, Andreas Ludwig, Andreas Maurer, Karl Ostler, Christoph Sandner, Brett Stewart, Markus Berwanger, Henry Domke, Jens Feller, Andreas Gebauer, Joachim Häglsperger, Robert Hock, Hubert Buchwieser, Günter Oswald, Ilmar Toman, Bill Campbell, Tracey Katelnikoff, Mark Jooris |
| Trainer:      | Peter Anhold, Georg Kink |

Legende: FL = Förderlizenz; C = Captain; A = Alternate Captain
| Liga                 | Saison  |
| -------------------- | ------- |
| Eishockey-Bundesliga | 1980/81 |

| Tor:          | Vladimír Dzurilla, Max Fink |
| Verteidigung: | Joachim Reil, Ignaz Berndaner, Gerhard Schaaf, Peter Gailer, Hans Konstanzer                                                                                             |
| Sturm:        | Franz Reindl, Ernst Höfner, Hans Diepold, Doug Gibson, Robert Heinrich, Ferdinand Strodl, Anton Hofherr, Hubert Müller, Franco de Nobili, Hansjörg Neuner, Bernhard Benz |
| Trainer:      | Dr. Jano Starsi |

| Liga                 | Saison  |
| -------------------- | ------- |
| Eishockey-Bundesliga | 1977/78 |

| Tor:          | Peter Wasl, Max Fink |
| Verteidigung: | Joachim Reil, Ignaz Berndaner, Robert Murray, Peter Gailer, Hans Konstanzer, Herbert Heinrich |
| Sturm:        | Murray Heatley, Martin Wild, Robert Heinrich, Franz Reindl, Bertolt Hartelt, Hans Diepold, Les Koch, Hubert Müller, Anton Pohl, Hans Scherer, Alfred Pfohmann, Hans Nominikat, Peter Koch, Ernst Velten |
| Trainer:      | Jozef Golonka |

| Liga                 | Saison  |
| -------------------- | ------- |
| Eishockey-Bundesliga | 1959/60 |

| Tor:          | Michael Hobelsberger, Harry Hein |
| Verteidigung: | Hans Huber, Sylvester Wackerle, Günter Sailer, Erwin Riedmeier |
| Sturm:        | Rudi Pittrich, Heinz Günzrodt, Horst Schuldes, Albert Loibl, Lorenz Fries, Artur Endreß, Xaver Breitsamer, Richard Kappelmeier, Bernd Herzig, Horst Schulte, Andreas Bartl |
| Trainer:      | Ronny Barr |

| Liga     | Saison  |
| -------- | ------- |
| Oberliga | 1949/50 |

| Tor:          | Alfred Hoffmann |
| Verteidigung: | Hans Lang, Philipp Schenk |
| Sturm:        | Rudolf Abele, Anton Biersack, Karl Enzler, Peter Grüner, Gustav Jaenecke, Reinhard Pfundtner, Franz Stern, Walter Schmidinger, Karl Wild |
| Trainer:      | Lorne Trottier |

| Liga                            | Saison  |
| ------------------------------- | ------- |
| Deutsche Eishockeymeisterschaft | 1947/48 |

| Tor:          | Alfred Hoffmann |
| Verteidigung: | Hans Lang, Philipp Schenk                                                                                               |
| Sturm:        | Franz Dolna, Gustav Jaenecke, Karl Enzler, Reinhard Pfundtner, Franz Stern, Walter Schmidinger, Georg Strobl, Karl Wild |
| Trainer:      | Lorne Trottier |

| Liga                            | Saison  |
| ------------------------------- | ------- |
| Deutsche Eishockeymeisterschaft | 1946/47 |

| Tor:          | Wilhelm Egginger                                                                                               |
| Verteidigung: | Hans Lang, Philipp Schenk                                                                                      |
| Sturm:        | Franz Dolna, Gustav Jaenecke, Wolf Röhrl, Hugo Speth, Franz Stern, Walter Schmidinger, Georg Strobl, Karl Wild |
| Trainer:      | Franz Kreisel                                                                                                  |

| Liga                            | Saison |
| ------------------------------- | ------ |
| Deutsche Eishockeymeisterschaft | 1941   |

| Tor:          | Wilhelm Egginger                                                                                  |
| Verteidigung: | Hans Lang, Philipp Schenk                                                                         |
| Sturm:        | Hugo Speth, Reinhold Egger, Adolf Kapfer, Karl Kögel, Walter Schmidinger, Georg Strobl, Karl Wild |
| Trainer:      | Bobby Bell                                                                                        |

| Liga                            | Saison |
| ------------------------------- | ------ |
| Deutsche Eishockeymeisterschaft | 1938   |

| Tor:          | Wilhelm Egginger |
| Verteidigung: | Karl Braumüller, Hans Lang, Philipp Schenk                                                                                    |
| Sturm:        | Hugo Speth, Eugen Reinhold, Josef Gassner, Adolf Kapfer, Karl Kögel, Reinhard Pfundtner, Hans Schmid, Georg Strobl, Karl Wild |
| Trainer:      | Bobby Bell |

| Liga                            | Saison |
| ------------------------------- | ------ |
| Deutsche Eishockeymeisterschaft | 1935   |

| Tor:          | Wilhelm Egginger |
| Verteidigung: | Karl Wild, Hans Lang                                                                                                  |
| Sturm:        | Karl Braumüller, Georg Strobl, Philipp Schenk, Joachim Albrecht von Bethmann-Hollweg, Werner George, Martin Schröttle |
| Trainer:      | Van Heximer |

| Liga                            | Saison |
| ------------------------------- | ------ |
| Deutsche Eishockeymeisterschaft | 1927   |

| Tor:          | Matthias Leis                                                               |
| Verteidigung: | Hans Schmid, Franz Kreisel                                                  |
| Sturm:        | Alex Gruber, Emil Rau, Martin Schröttle, Marquard Slevogt, Fritz Rammelmayr |
| Trainer:      |                                                                             |